# World Be Live
Albums de Erasure
World Beyond
(2018) The Neon
(2020)
World Be Live est un album live du groupe britannique Erasure, enregistré en concert les 23 et 24 février 2018 au HMV Hammersmith Apollo de Londres, une salle de spectacle d'environ 8 600 places (dont 5 000 places assises et 3 600 places debout). Ce concert sort le 13 juillet 2018 en double-CD, en triple-vinyle 33 tours, ainsi qu'en téléchargement numérique. La version CD se décline elle-même en deux éditions : une édition standard en boîtier cristal, et une édition Deluxe en boîtier cartonné Digipack.
Au cours de ce concert, Erasure interprétait en live quelques titres de l'album World Be Gone (paru en mai 2017), mais on y retrouve surtout leurs principaux classiques (Oh L'Amour, Sometimes, Victim Of Love, A Little Respect, Ship Of Fools, Chains Of Love, Stop!, Drama!, Blue Savannah, Always, Breathe) à l'exception des hits de l'album Chorus (Chorus, Love to Hate You et Breath of Life), qui furent ici volontairement écartés en perspective d'une future tournée anniversaire dédiée, et remplacés par des chansons habituellement moins jouées en live par le duo, telles que Phantom Bride, I Love Saturday, In My Arms, Here I Go Impossible Again. En outre, on y trouve également une reprise inédite d'un tube du groupe américain Blondie, Atomic. Il s'agit de la troisième fois qu'Erasure rendait hommage à Blondie en reprenant l'une de ses chansons (auparavant, Heart of Glass, puis Rapture, en 1997).
Comme ce fut le cas pour les albums World Be Gone et World Beyond, la pochette reproduit une peinture de Louise Hendy, sous la direction artistique de Paul A. Taylor. La représentation d'une figure de proue est cette fois-ci abandonnée au profit d'un thème graphique qui semble avoir été emprunté (volontairement ou pas) à l'univers visuel de Depeche Mode. À l'instar de World Be Gone les personnes qui avaient pré-commandé ce live à échéance (avant le 18 mai 2018) voient leur nom figurer parmi les crédits du livret de l'édition CD Deluxe de cet album live, soit environ 2 500 noms de fans listés en tout petits caractères sur sept pages.
L'album échouera à se classer dans les charts mondiaux, excepté en Allemagne avec un très faible numéro 100.

## Classement parmi les ventes d'albums
| Pays      | Meilleure position |
| --------- | ------------------ |
| Allemagne | 100                |

## Liste des plages
| 1.  | Oh l'Amour          |  |
| 2.  | Ship of Fools       |  |
| 3.  | Breathe             |  |
| 4.  | Mad as We Are       |  |
| 5.  | Just a Little Love  |  |
| 6.  | In My Arms          |  |
| 7.  | Chains of Love      |  |
| 8.  | Sacred              |  |
| 9.  | Sweet Summer Loving |  |
| 10. | I Love Saturday     |  |
| 11. | Victim of Love      |  |
| 12. | Phantom Bride       |  |

| 1.  | World Be Gone              |  |
| 2.  | Who Needs Love (Like That) |  |
| 3.  | Take Me out of Myself      |  |
| 4.  | Blue Savannah              |  |
| 5.  | Atomic                     |  |
| 6.  | Drama!                     |  |
| 7.  | Stop!                      |  |
| 8.  | Love You to The Sky        |  |
| 9.  | Always                     |  |
| 10. | Here I Go Impossible Again |  |
| 11. | Sometimes                  |  |
| 12. | A Little Respect           |  |